# El milagro de la Piscina

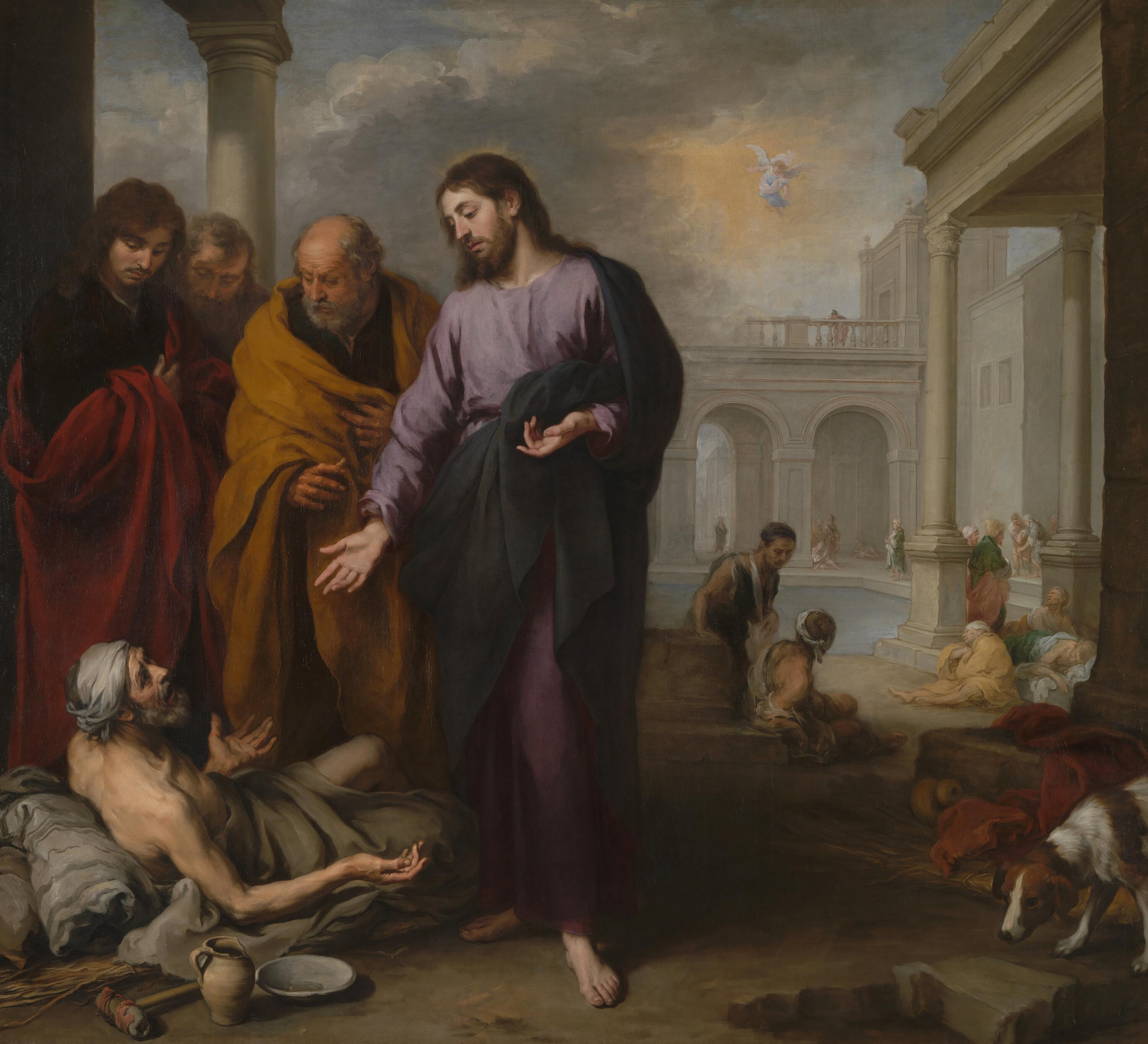
Cristo sanando al paralítico en el estanque de Betesda (1667-1670) de Bartolomé Esteban Murillo

Cristo sanando al paralítico en el estanque de Betesda es un óleo sobre lienzo de 1667-1670 de Bartolomé Esteban Murillo, ahora en la National Gallery de Londres,  a la que fue presentado por el Art Fund, que lo había comprado por £ Los albaceas de Graham Robertson habían entregado 8.000 dólares por el cuerpo. Estuvo en París en 1812 antes de ser adquirido por el coronel George Tomline y permanecer en colecciones privadas británicas hasta 1950. 
La obra es uno de los ocho cuadros encargados para la Hermandad de la Caridad de Sevilla, a la que pertenecía el propio artista y uno de cuyos mandamientos era vestir al desnudo. Cuatro de esas ocho obras permanecen en Sevilla (El milagro de los panes y los peces, Moisés en la roca de Horeb, Santa Isabel de Hungría y San Juan de Dios cargando a un enfermo), mientras que la obra de Londres y las otras tres fueron saqueadas por El ejército de Napoleón en 1810 (El regreso del hijo pródigo, Galería Nacional de Arte, Washington; Abraham recibiendo a los tres ángeles, Galería Nacional de Canadá; La liberación de San Pedro, Museo del Hermitage).